# طحليات

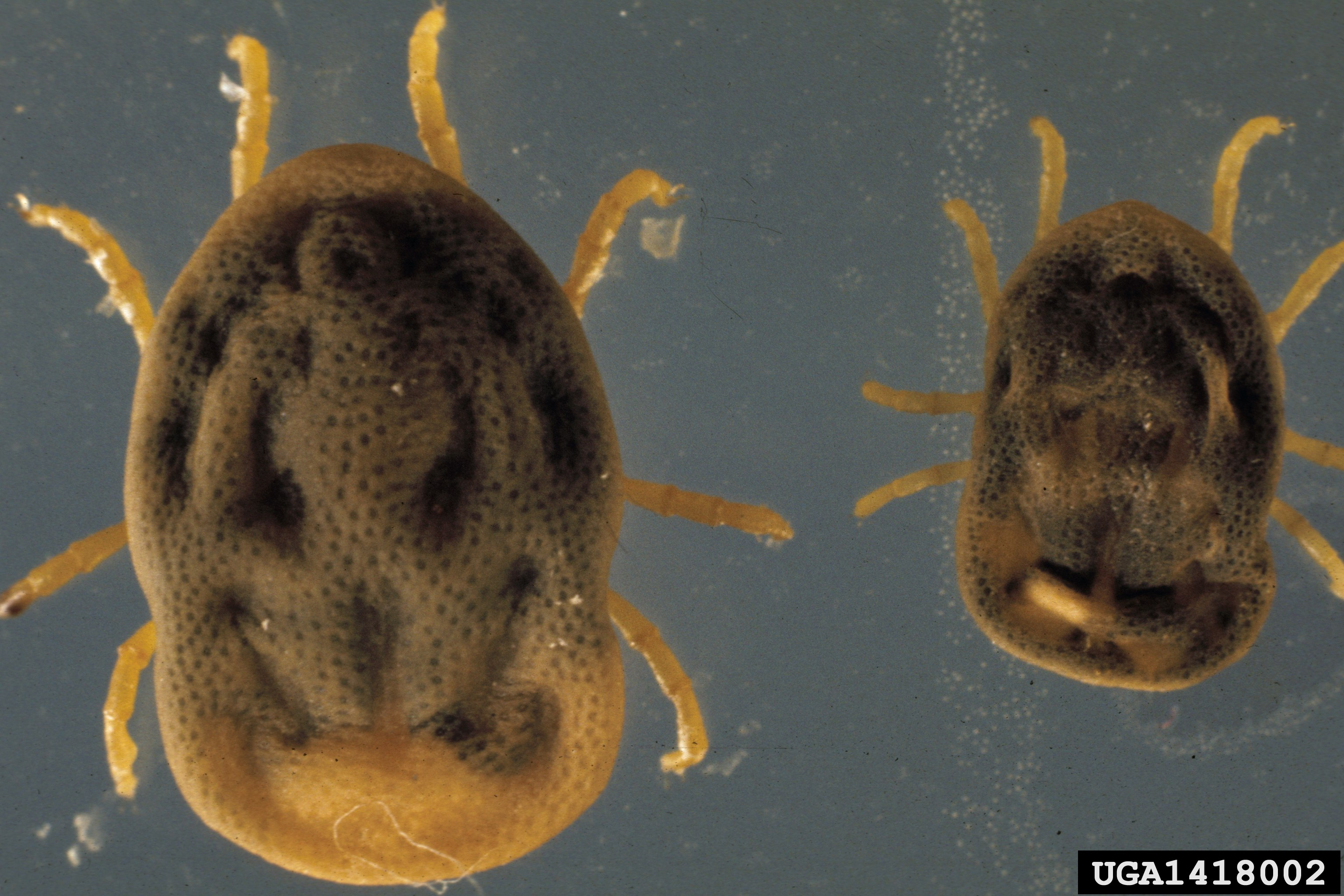
طحليات

طحليات (بُراميات) أو عائلة القراد اللين أو الفصيلة القرادية (بالإنجليزي: Argasidae) من عائلة القراد الناعم، تفتقر إلى درع الموجود في اللبوديات, ولها رُويس مثل الخرطوم في الجهة السفلية من الجسم ولايمكن رؤيته بسهولة.
تضم الطحليات 193 نوع أشهرها مغاورية , بق (برام),لادغ الطير، قتون 